# Schwenckioideae
Schwenckioideae es una subfamilia perteneciente a la familia de las solanáceas (Solanaceae). Comprende los siguientes géneros.
Incluye hierbas anuales, con fibras pericíclicas, las flores son zigomorfas, el androceo con 4 estambres, didínamos o con 3 estaminoideos, el embrión es recto y corto. El número cromosómico básico es x=12. Incluye 4 géneros y unas 30 especies distribuidas en Sudamérica. 
- Heteranthia Nees et Mart. (1823), unsa sola especie de Brasil.
- Melananthus Walp. (1850), incluye 5 especies de Brasil, Cuba y Guatemala.
- Protoschwenckia Soler (1898), género monotípico de Bolivia y Brasil. Según algunos estudios de sistemática molecular, este género tiene una posición taxonómica incierta dentro de la subfamilia.
- Schwenckia L. (1764), abarca 22 especies distribuidas en regiones neotropicales de América.